# Kozma Imre (katolikus pap)
Kozma Imre (Győrzámoly, 1940. június 4. – Budapest[forrás?], 2024. október 17.) római katolikus pap, irgalmasrendi szerzetes, a Magyar Máltai Szeretetszolgálat alapítója.

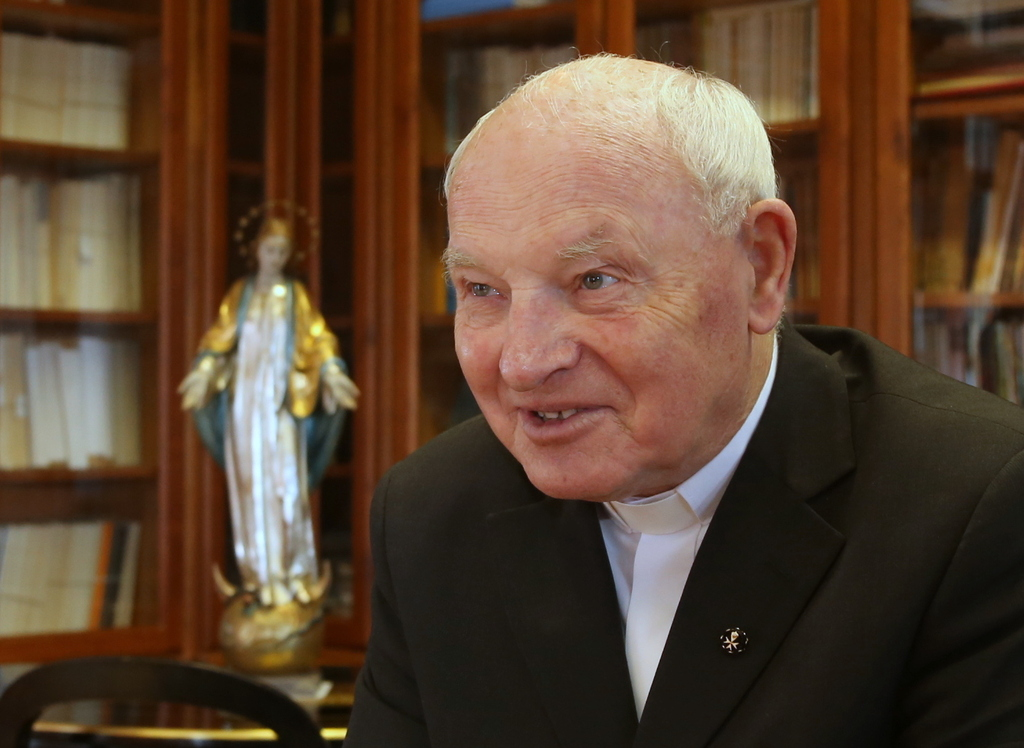
A Magyar Máltai Szeretetszolgálat vezetőjeként 2014-ben

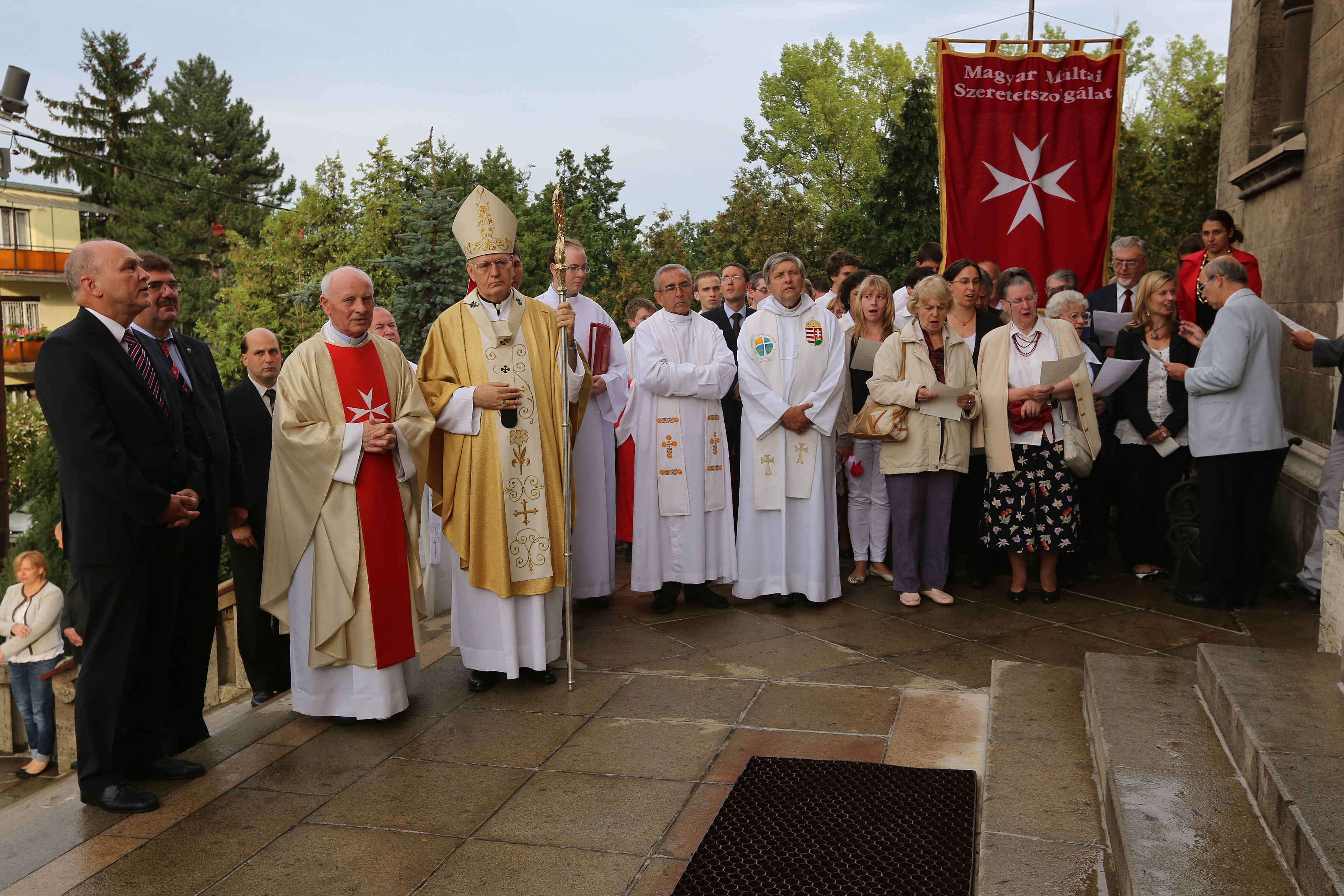
Emléktábla koszorúzása a zugligeti Szent Család templom bejáratánál, a keletnémet menekültek megsegítésének 25 éves emlékmiséje után, a Befogadás napján, 2014. augusztus 14-én

## Fiatalkora
1941-ben egy vonatbaleset során elvesztette édesapját, ezután édesanyja és nagyanyja nevelték. 1954-ben felvették a győri Czuczor Gergely Bencés Gimnáziumba, ahol 1958-ban érettségizett. Ezután az esztergomi papi szemináriumon tanult teológiát. 1963-ban szentelték pappá.

## Egyházi tevékenysége
Pappá szentelése után tát-dorogi káplán lett, majd 1966 és 1968 között a Zugligeti Szent Család Plébánián teljesített szolgálatot. 1968-ban a pesti ferences templom (Ferenciek tere) lelkésze lett, ahol 1977-ig volt szolgálatban. Ezután visszatért Zugligetbe, ahol létrehozta az ifjúsági és családpasztorációt, valamint első jótékonysági akcióit is itt szervezte meg.

### A Magyar Máltai Szeretetszolgálat
1987-ben Csilla von Boeselager báróné felkereste őt a zugligeti plébánián, ahol eldöntötték, hogy felelevenítik a Szuverén Máltai lovagrend értékrendjét megtestesítő és a szegényeket szolgáló szervezetet. Mivel Magyarországon még nem volt lehetőség a szabad egyesülés jogának gyakorlására, ezért 1988-ban, a bárónő megalapította Nyugat-Németországban a szolgálatot Ungarischer Malteser Caritas-Dienst néven. 1989-ben már lehetőség volt erre, ezért február 10-én megalakult Kozma atya vezetésével a Magyar Máltai Szeretetszolgálat. Ugyanekkor a Szuverén Máltai Lovagrend tagja is lett.
Első komolyabb akciója a szolgálatnak még ugyanebben az évben volt, amikor ötvenezer NDK-beli menekült átmeneti elszállásolást és élelmezést kapott a plébánia kertjében. Decemberben, az 1989-es romániai forradalom idején sikerült huszonkét teherautónyi segélyt összegyűjtenie és elszállíttatnia Erdélybe. A 90-es években zajlott délszláv háború idején sikerült a vukovári szerb parancsnoknál elérnie, hogy a városból 4500 embert, idős embereket, ill. nőket és gyerekeket kimenthessen. A szolgálat azóta kiterjedt országos hálózattal rendelkezik és az ország egyik legnagyobb segélyszervezetének számít.

### Az Irgalmas Rendben
1997-ben belépett a Betegápoló Irgalmas Rendbe, majd 1999-ben rendi fogadalmat tett, később a budapesti rendház főnöke és rendi megbízott lett. Megszervezte a rend budapesti visszatelepítését, 2000-ben visszakapták a fővárosi, ill. váci kórházukat. A császárfürdői Szent István király kápolnaigazgatóságának igazgatójává nevezték ki. Több társadalmi szervezet tiszteletbeli tagja.

## Kötetei
- Gyökerek és fények. Kozma Imrével beszélget Kozma László; Kairosz, Bp., 2008 (Magyarnak lenni)
- Jókai Anna–Kozma Imreː A remény ablaka; Éghajlat, bp., 2013 (Manréza-füzetek)

## Díjai, elismerései
- Máltai Nagykereszt (1989)
- Apostoli protonotárius (1992)
- Széchenyi István-díj (1992)
- Címzetes apát (1993)
- Kisebbségekért díj (1995)
- Az Év Embere Európában (Reader's Digest, 1996)
- Máltai lovagrend Nagykeresztje (1999)
- A Magyar Köztársasági Érdemrend középkeresztje (2003)
- Magyar Örökség díj (2003)
- Prima Primissima díj (2005)
- Budapest díszpolgára (2007)
- Húszéves a Köztársaság díj (2009)[5]
- Francia Becsületrend (2010)[6]
- Győrzámoly díszpolgára (2010)
- Giesswein Sándor-díj (2011)[7]
- Magyar Nemzetért Ezüstérem (2013)
- Petőfi-díj (2014)[8]
- A Magyar Érdemrend középkeresztje a csillaggal (2020)[9]
- Pro Ecclesia Hungariae díj (2020)[10]